# Vozera Ikazn
Vozera Ikazn (vitryska: Возера Іказнь) är en sjö i Belarus. Den ligger i den norra delen av landet, 190 km norr om huvudstaden Minsk. Vozera Ikazn ligger 146 meter över havet. Arean är 1,7 kvadratkilometer. Den sträcker sig 1,6 kilometer i nord-sydlig riktning, och 2,9 kilometer i öst-västlig riktning.
Runt Vozera Ikazn är det glesbefolkat, med 17 invånare per kvadratkilometer.